# Macrodasys buddenbrocki
Macrodasys buddenbrocki is een buikharige uit de familie Macrodasyidae. Het dier komt uit het geslacht Macrodasys. Macrodasys buddenbrocki werd in 1924 voor het eerst wetenschappelijk beschreven door Remane. 